# 東京登歩渓流会
東京登歩渓流会（とうきょうとぼけるかい）は、昭和時代に存在していた社会人山岳団体。公式の読みは「とほけいりゅうかい」とされているが、最初の名称は仮名の「トボケル会」で漢字は後から当てたとする証言もある。
1929年に日本橋近辺で働いていた登山を共通の趣味とする会社員や商店主によって集まって結成され、1930年5月に正式に発足する。当初は親睦団体の色彩が強かったが、次第に本格的な山登りを探求したいとする声が高まり、1932年に会則を全面的に改訂して翌1933年に漢字表記の「登歩渓流会」を正式表記とした本格的な山岳団体に改組された。同年から、当時上越線の開通で東京から夜行列車で行くことが可能になった谷川岳に主眼が置かれ、岩登りを中心として活発な登山活動を繰り広げ、1936年にはその集大成である『谷川岳』（弘明堂書店）を刊行した。しかし、その一方で、1935年9月に谷川岳の南面幕岩を登攀していた3名中2名が転落死（後に同会が捜索と遺体搬出に当時の金額で802円86銭かかったことを公表したことでも山岳界に衝撃を与えた）、1936年4月に一の倉沢にて1名が転落死、1940年5月には非会員1名を含めた2名が遭難死した上に翌月に遺体搬出に向かった捜索隊が雪崩に巻き込まれて3名が死亡している（最初に転落死した会員・平田恭助が平田松堂の四男であったこと、二重遭難事故を起こしたことによって注目されてしまった）。
その後、八ヶ岳など他の山にも活動の場を広げるが、太平洋戦争勃発による会員の召集によって活動が低迷して1944年頃に活動を休止、戦後1946年頃から活動を再開させる。やがて、国内での登山活動と並行して会の悲願であったヒマラヤに目標を向けられるようになり、1972年にヌプツェ北西峰登頂に成功し、1986年に清水修と和久津清がカラコルム山脈のガッシャーブルムI峰への登頂に成功した。しかし、1949年に将来を嘱望された松濤明と有元克己が北鎌尾根にて遭難死するなど、会員の遭難死が相次ぎ（最終的には60年の歴史で28名が死去）、加えて創成期からの会員の病没や高齢化、新旧会員の路線対立による離脱も相次いだことで会員数が減少、1988年の剱岳での遭難事故が決定打となり、1992年を最後に事実上活動を停止した。